# Nohoplod sněžný

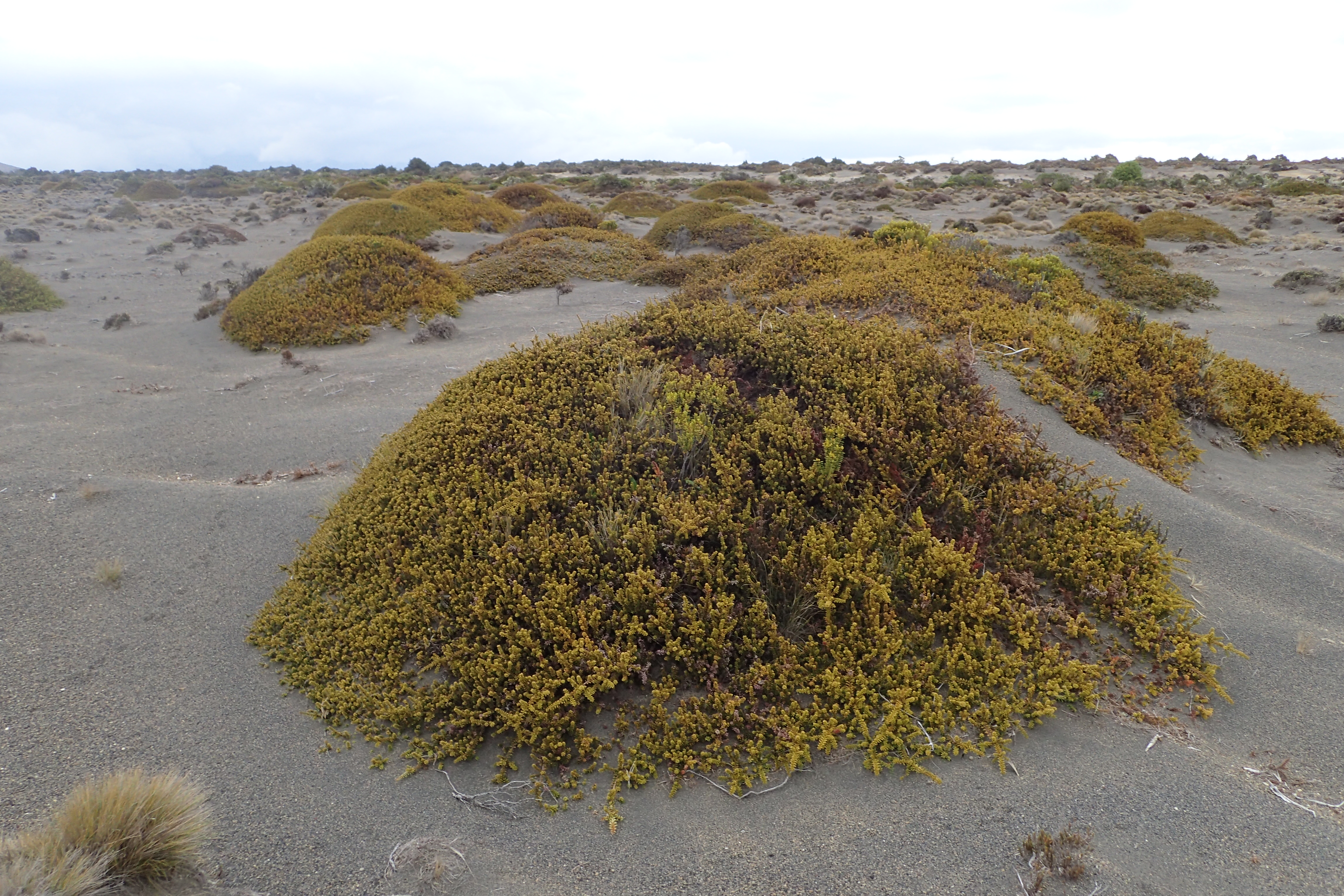
Habitus keře nohoplodu sněžného

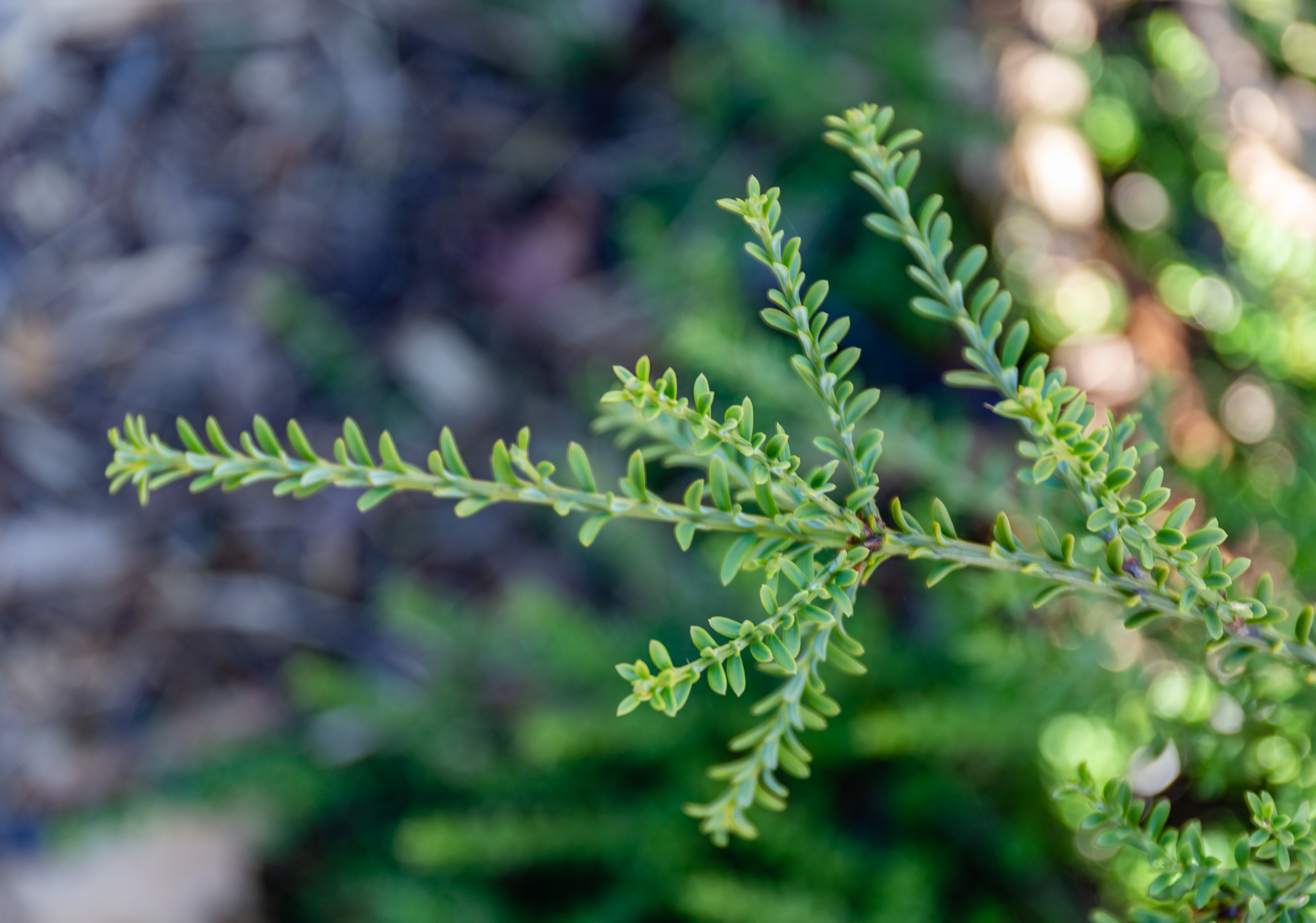
Větvička s listy

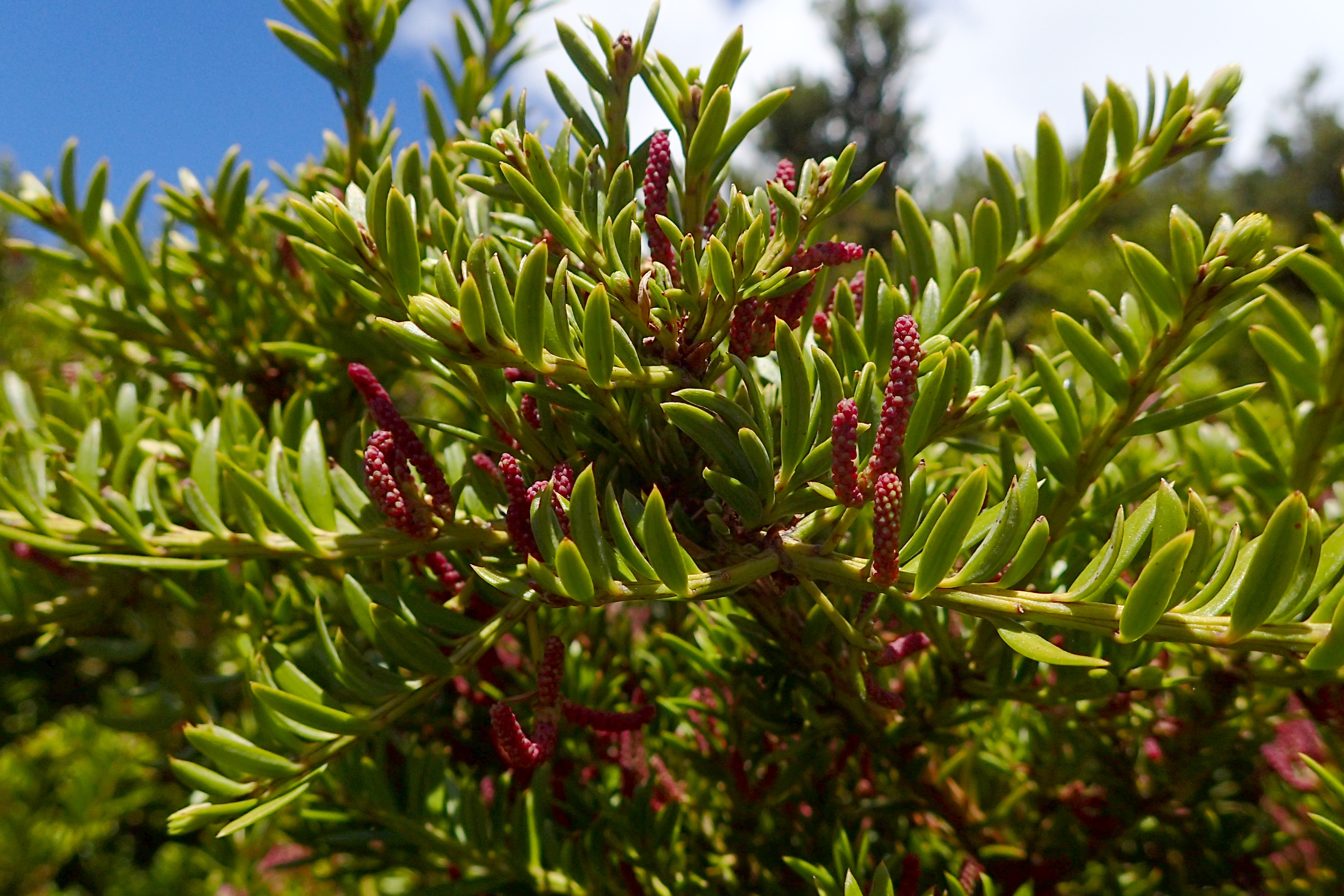
Samičí šištice

Nohoplod sněžný (Podocarpus nivalis) je poléhavý, dvoudomý jehličnan se široce rozprostřenými větvemi až 3 m dlouhými, nebo řidčeji vystoupavými do výšky i 3 m. Tento druh, vyskytující se v poměrně velkém počtu, je endemit přírody Nového Zélandu, kde vytváří přízemní kopulovité keře.
Mezi podobnými dřevinami je charakterizován hustým, rozvětveným růstem a větvičkami porostlými tuhými úzkými listy, které rostou ve spirále těsně u sebe a jsou tmavě zelené až tmavě vínově červené. Na Novém Zélandu neexistují žádné, ani vzdáleně podobné druhy, takže nohoplod sněžný je v tamní přírodě zřetelně rozpoznatelný.

## Výskyt
Jak již uvedeno, roste výhradně na Novém Zélandu, konkrétně od 37° jižní zeměpisné šířky na Severním ostrově po 46° na Jižním ostrově. V teplejší oblasti, na severu, roste v subalpinském a alpinském pásu a vystupuje do výšky blízké k 2500 m, kdežto na jihu není tak častý a bývá ke spatření jen řídce na západním pobřeží v nižších polohách okolo 800 m.

## Ekologie
Je dřevinou vhodnou pro půdu lehkou písčitou, střední hlinitou i těžkou jílovitou, které jsou sice průběžně vlhké, však vždy odvodněné. Dává přednost půdě kyselé až neutrální, zásaditá mu neprospívá. Poroste dobře na plném slunci a v mladém věku i v polostínu, např. v řídkých lesích. Vyskytuje se na pastvinách otevřených travnatých prostor, v alpínském křovinatém pásmu, u základen aktivních sutí, na balvanových polích, skalních plošinách, útesech i horských břidlicových hřebenech. Většinou roste nad horní hranici lesa, v chladnějších oblastech sestupuje i do údolí, stanoviště si vybírá v závislosti na místním klimatu a sluneční i větrné expozici. Je to druh, který se běžně plazí nízko po neporostlé půdě, roztroušených kamenech i skalách, ale v konkurenci vysokých travin nebo křovin rostou jeho větve šikmo vzhůru a může mít tvar téměř vzpřímenějšího keře. Větve ležící na vlhké půdě koření a dřevina se klonálně rozrůstá.
Je krátce odolný proti zmrznutí až do -25 °C, dobře zakořeněný jedinec spolehlivě v zimě přežívá v mírném klimatu na místech s velkým množstvím srážek a vysokou vzdušnou vlhkostí. Průměrná roční teplota se na většině jeho stanovišť pohybuje okolo 7 °C s průměrným minimem -2,6 °C v nejchladnějším měsíci a roční srážky oscilují okolo 2600 mm. Počet chromozomů 2n = 38.

## Popis
Jehličnan, stálezelená rostlina s četnými, do široka rozloženými větvemi, které mohou dorůstat do délky až 3 m. Větve s kůrou v mnoha odstínech od šedé po čokoládovou vyrůstají přímo z kořene nebo z téměř nepostřehnutého, větvemi přikrytého krátkého kmínku. Jsou porostlé natěsnanými větvičkami, které jsou hustě pokryté lesklými, ve spirále rostoucími listy. Listy jsou tuhé, kožovité, kratičce řapíkaté a mají barvu zelenou, bronzově zelenou, bronzově fialovou a někdy i tmavě vínovou. Jsou dlouhé 5 až 15 mm a široké okolo 3 mm, jsou žlábkovitě podlouhlé až šídlovité, s tupým či zašpičatělým vrcholem, zřetelnou střední žilkou, ztloustlými okraji a průduchy na spodní straně.
Dřevina je dvoudomá, jednotlivé exempláře mají pouze samčí nebo jen samičí šištice, které vyrůstají na krátké stopce z paždí větviček a jsou opylovány větrem. Samčí rostlina má nažloutlé válcovité šištice s četnými mikrosporofyly obsahující lehká pylová zrna. Šištice bývají velké od 5 do 15 mm, vyrůstají na stopce jednotlivě či až po čtyřech a po vypylení opadávají. Na samičí rostlině rostou zelenavé eliptické až opakvejčité šištice velké 3 až 10 mm se dvěma plodolisty. K opylení větrem dochází v období počínaje zářím a konče listopadem.
V oplodněné samičí šištici vznikne lůžko se dvěma srostlými dužnatými červenými listeny. Nato se z nich vytvoří dužnatý míšek kryjící vajíčko, vznikající semeno setrvá u vrcholu červeného míšku až do zralosti. Semeno je vejčité, velké asi 4 mm a obvykle dozrává v čase od prosince do června. Díky svému výrazně červenému míšku jsou samčí rostliny nápadné a jejich semena bývají v zimním období pravidelně sklízena ptáky, kteří stráví jen míšek a semeno vypudí, to přes ně přejde neporušeno a je schopno klíčit. Takto se rostliny přirozeně samovolně rozšiřují.

## Rozmnožování
Zralá semena dobře klíčí a nové semenáče se ve vlhké a úrodné půdě spolehlivě vyvíjejí. Noví jedinci se také poměrně snadno namnoží řízkováním, při kterém se dřevnaté řízky píchají do kyprého a stále mírně vlhkého substrátu. Druh je vhodný i pro pěstování v mírném pásmu Evropy, kde by měl v přímořských oblastech přečkat zimní období. Doporučuje se vysazovat do skalek k pokrytí svahů, kamenů nebo jako půdokryvná dřevina.

## Ohrožení
Nohoplod sněžný je v přírodě Nového Zélandu hodnocen jako málo dotčený taxon (LC) a jeho vývojový trend je dále považován za stabilní. Důvodem je mj. jeho výskyt na velké části novozélandské vysočiny, kde není postižen odlesňováním a nehrozí mu žádná vážná nebezpečí.